# Чакалтая
Чакалтая (ісп. Chacaltaya) — гірська вершина в Болівії в Кордильєра-Реаль, одному з пасом Кордильєра-Орієнталь, яка є частиною Анд. Висота становить 5421 м. Льодовик Чакалтаї, вік якого сягав 18 тисяч років, у 1940 році мав площу 0,22 км2, у 2007 зменшився до 0,01 км2, а до 2009 року повністю зник. Половина об’єму льодовика розтанула ще до 1980 року. Остаточне зникнення льодовика після 1980 року було спричинене відсутністю опадів та теплою фазою Ель-Ніньйо, що й призвело до його повного зникнення у 2009 році.

## Гірськолижна зона

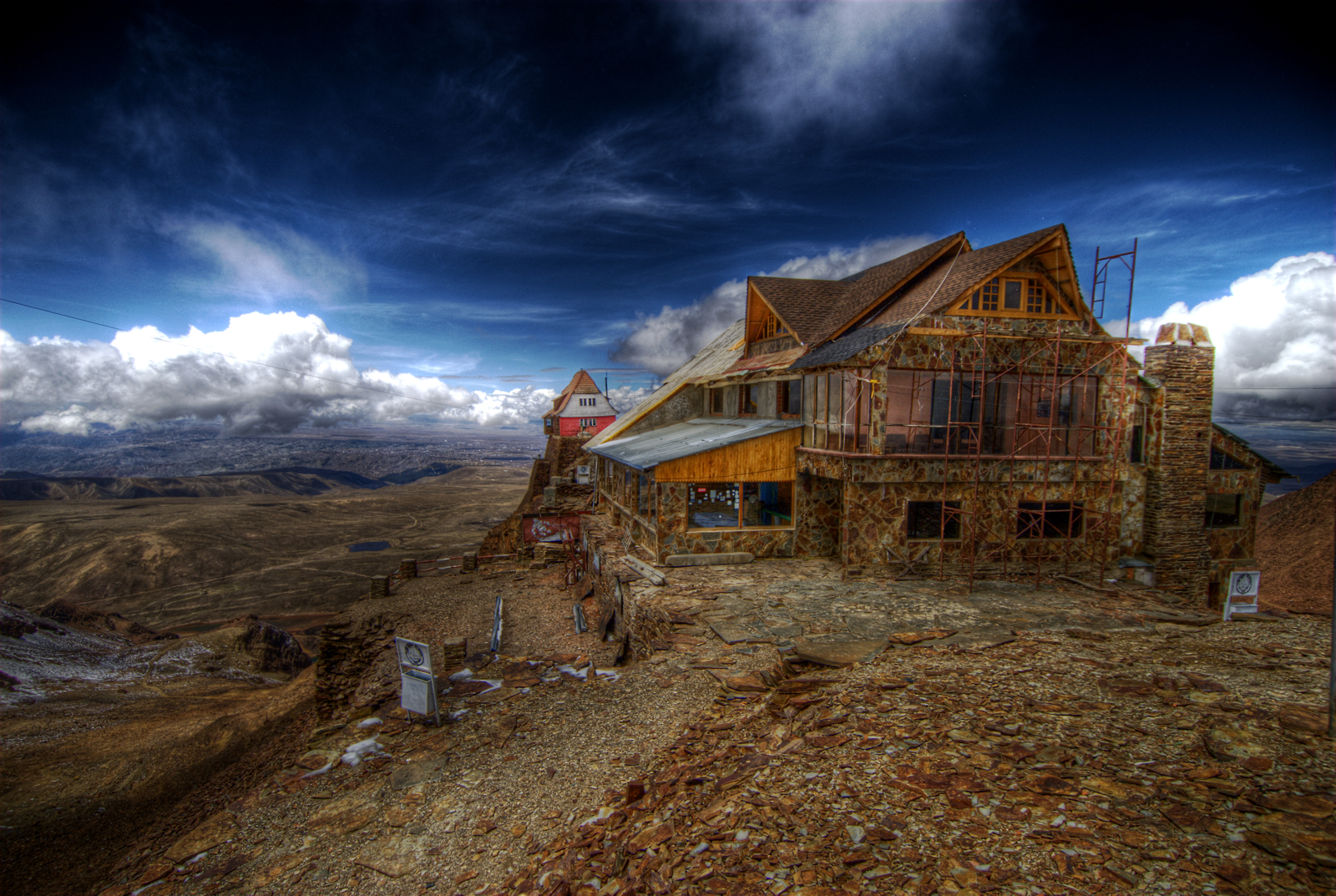
Гірськолижний курорт Чакалтая, листопад 2007

Льодовик на Чакалтаї був єдиним гірськолижним курортом у Болівії. Це була найвища в світі гірськолижна зона з підйомником і найпівнічніша в Південній Америці.
Мотузковий підйомник, перший у Південній Америці, був побудований у 1939 році з використанням автомобільного двигуна. Він містився в першій дерев’яній базі комплексу, яка нині не працює. Дорога до підніжжя спуску завдовжки  200 м була прокладена ще в 1930-х роках. Через суворі погодні умови підйомник зазвичай працював лише у вихідні дні з листопада по березень. Після 2009 року катання можливе лише на ділянці завдовжки 180 м, на яку взимку іноді випадає достатню снігу. Гора також популярна серед альпіністів-аматорів, оскільки дорога підходить майже до вершини, закінчуючись всього в 200 м від неї. Книга рекордів Гіннеса визнає ресторан гірськолижного курорту найвищим рестораном у світі.

## Відступ льодовика Чакалтая

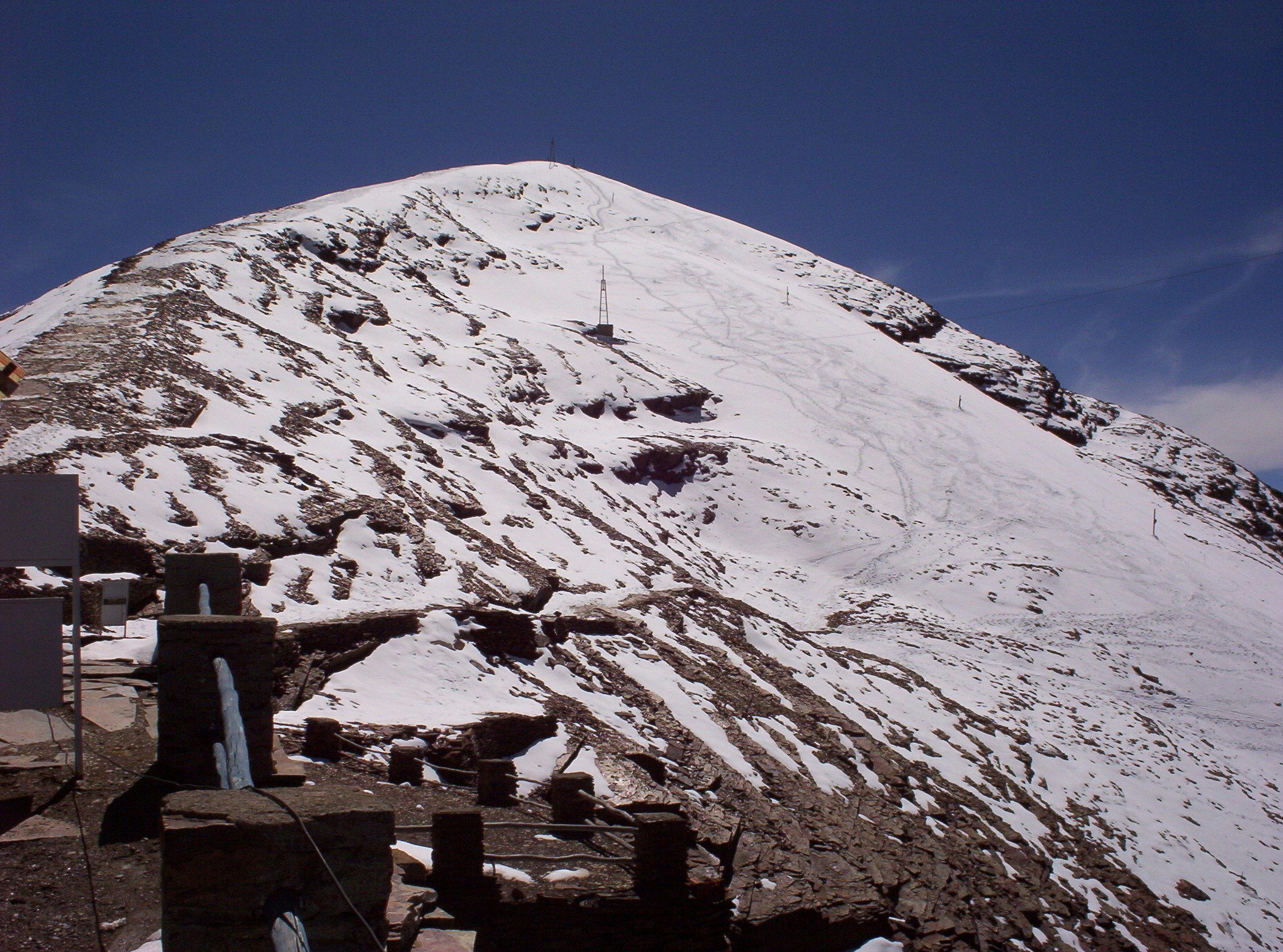
Льодовик Чакалтая у травні 2005

Науковці з Лабораторії гори Чакалтая почали вимірювання льодовика у 1990-х роках. Тоді прогнозувалося, що він протримається до 2015 року, однак танення відбувалося швидше, ніж очікувалося. До 2009 року залишилися лише невеликі ділянки снігу та криги поблизу вершини.
Багато болівійців, які проживають на Альтіплано та у двох найбільших містах країни — Ла-Пасі та Альту-Пата — залежать від талої води з андських льодовиків під час посушливого сезону, і зникнення льодовиків може загрожувати стабільному водопостачанню й гідроенергетиці. Болівія, Еквадор і Перу отримують близько половини своєї електроенергії з гідроелектростанцій.

## Обсерваторія

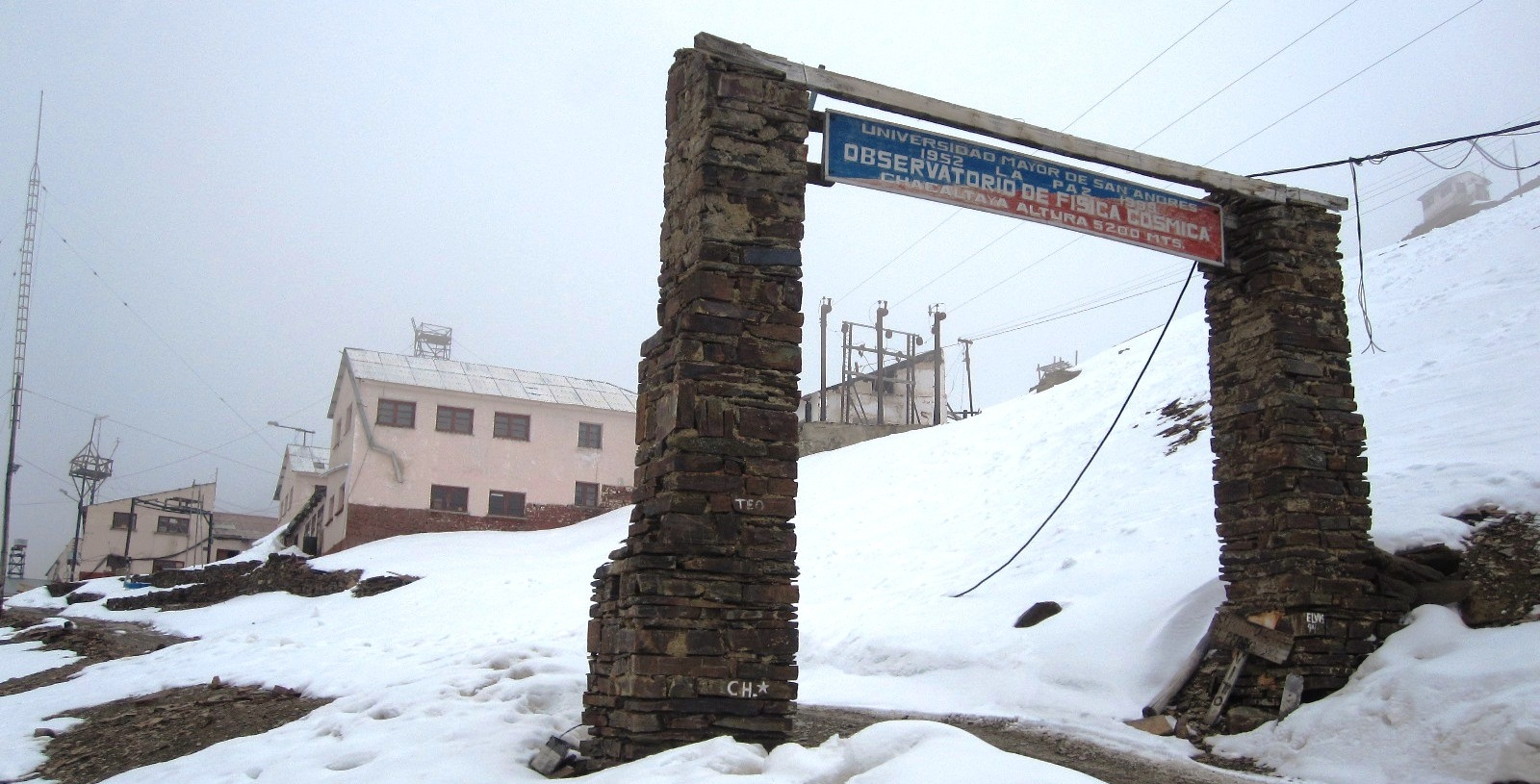
Астрофізична обсерваторія Чакалтая, березень 2011

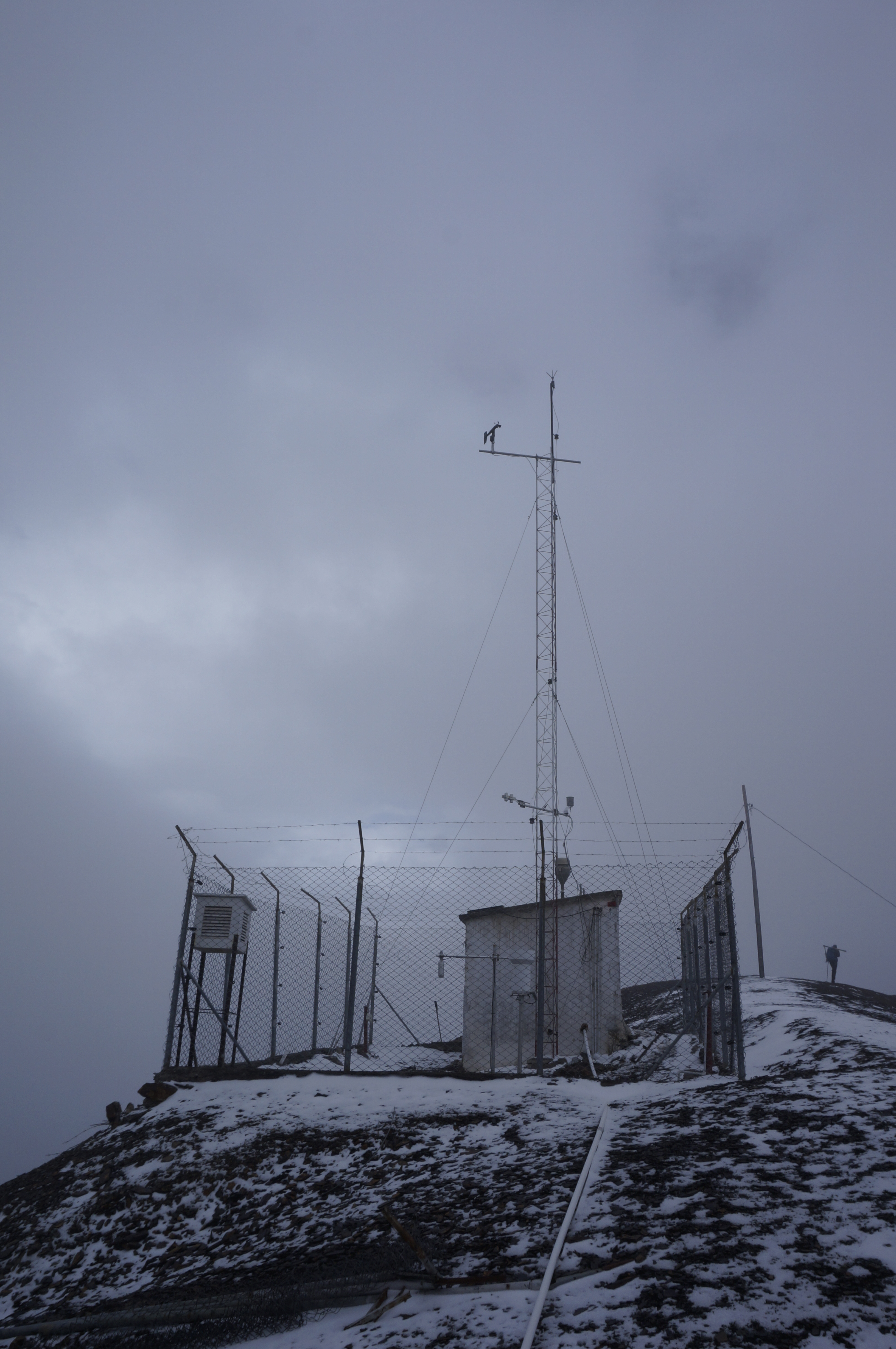
Автоматична метеостанція на Чакалтаї

Розташована на висоті 5 240 метрів (17 190 фут), Лабораторія гори Чакалтая була заснована як метеостанція у 1942 році. Вона є важливим центром досліджень гамма-випромінювання, і саме тут у 1940-х роках уперше були виявлені піони.
Астрофізична обсерваторія Чакалтая належить Вищому університету Сан-Андреса та працює у співпраці з іншими університетами світу. Вона є базою для групи дослідження космічних променів, а з 2011 року — також місцем розташування станції моніторингу атмосфери Global Atmosphere Watch. Ця станція є виконує моніторинг метеорологічних умов, аерозолів та парникових газів.